# Anjang
Anjang (poenostavljeno kitajsko: 安阳; tradicionalno kitajsko: 安陽; pinjin: Ānyáng, kitajska izgovorjava: [án.jǎŋ]) je mesto na ravni prefekture v provinci Henan v Ljudski republiki Kitajski. Je najsevernejše mesto v Henanu in meji na vzhodu na Pujang, na jugu na Hebi in Šinšjang ter na zahodu oziroma severu na Šanši in Hebej. 
Po popisu prebivalstva leta 2020 je imelo mesto skupno 5.477.614 prebivalcev, od katerih jih je 2.675.523 živelo v mestnem območju, sestavljenem iz štirih mestnih okrožij ter okrožij Anjang in Tangjin, ki so zdaj večinoma strnjena z ožjim mestom. 
Anjang je lokacija starodavnega mesta Jin, glavnega mesta dinastije Šang in prve stabilne prestolnice Kitajske. Henan je nekoč imel največ prebivalcev na Kitajskem.

## Zgodovina

### Zgodnja zgodovina
Šjaonanhaj na skrajnem zahodnem robu mesta je bil v kameni dobi dom prazgodovinskih jamskih ljudi. Tam so izkopali več kot 7000 predmetov, vključno s kamnitimi orodji in živalskimi kostmi kosti, ki predstavljajo tako imenovano šjaonhajsko kulturo. 
Okoli leta 2000 pr. n. št. naj bi legendarna kralja-modreca Džuanšu in cesar Ku na območju okrog Anjanga ustanovila svoji prestolnici in od tam vladala svojima kraljestvoma. Njuna mavzoleja so odkrili v vasi Sanjang južno od okrožja Nejhuang. 
Na začetku 14. stoletja pr. n. št. je kralj Pangeng iz dinastije Šang ustanovil svojo prestolnico 2 km severno od sodobnega mesta na bregu reke Huan. Mesto, znano kot Jin, je bilo prva stabilna prestolnica v kitajski zgodovini. Dinastija, ki jo je ustanovila, je postala znana tudi kot dinastija Jin. 
Prestolnica je služila 12 kraljem v 8 generacijah, vključno z Vu Dingom, pod katerim je dinastija dosegla vrh. Dinastija Jin je bila skupaj z dinastijo, ki jo je ustanovil kralj Vu iz Džova, izbrisana leta 1046 pr. n. št. 
V Anjangovem okrožju Tangjin je bila nekoč vas Jue, rojstni kraj slavnega generala Jue Feja iz dinastije Song. Vas je bila tudi zgodovinski dom Džov Tonga, Juejevega učitelja vojaških veščin. Nekateri viri njegov rojstni kraj umeščajo v Šaanši. 

### Sodobna zgodovina
Mesto se je do leta 1912 imenovalo Džangde (彰德) in bilo po ustanovitvi Republike Kitajske preimenovano v Anjang.
Avgusta 1949 je vladajoča komunistična vlada prefekturo Anjang ločila od Henana in jo skupaj s Pujangom in Šinšjangom dodelila kratkotrajni poskusni provinci Pingjuan. Vsi tri enote so bile z razpadom Pingjuana novembra 1953 vrnjene v Henan. 

## Znamenitosti
Mesto Anjang ima več kot 3000-letno zgodovino in je ena od osmih ter ena najbolje ohranjenih starodavnih prestolnic Kitajske. Je eden od ključnih rojstnih krajev kitajske starodavne kulture. V tukajšnjih jamah s 25.000 letno zgodovino so odkrili plasti kultur jangšao, longšan in šjaotun. V njihovi bližini sta mavzoleja starodavnih cesarjev Džuanšuja in Kuja izpred več kot 4000 let, prva knjižnica napisov na kosteh in želvjih oklepih, tempelj izvira duše, znan kot "prvi starodavni budistični tempelj v Henanu", soteska 10.000 Bud, edinstvena pagoda Venfeng, pagoda templja Šjuding in pagoda templja Mingfu. Mesto ima tri velike muzeje: Muzej Anjanga, Narodni muzej kitajske pisave in Muzej Jinšu, zgrajen na ruševinah in kraljevih grobnicah dinastije Šang. Anjang ima tudi čudovito naravno okolico: slikovito območje hriba Tajhang Linlu v 400 km dolgem gorovju Tajhang in veličasten 1500 km dolg Kanal Rdeča zastava. 

### Tempelj Čangčun
Tempelj Čangčun je taoistično svetišče, zgrajeno v času dinastije Tang na pobočju gora, ki ga obkrožajo; za javnost so ga uradno odprli 1. maja 2014 po obdobju skrbne obnove. 

### Tempelj Tjanning
Tjanning Si (Dvorni tempelj) je bil zgrajen med dinastijo Džov. Tempelj je pred kratkim obnovil Inštitut za zaščito in raziskave starodavne arhitekture mesta Anjang in ga odprl za javnost. Glavne zgradbe v sklopu templja vključujejo vratarnico, trisobno Dvorano nebeškega kralja z visečimi napušči nad zatrepi (8,4 m x 14 m), obnovljeno leta 2002, nekoliko večjo Dragoceno dvorano Velikega heroja (17,8 m x 11,65 m) z enokapno streho, ki izvira iz dinastije Čing in je bila obnovljena leta 2001, in pagodo Venfeng. 

### Pagoda Venfeng
Venfeng Ta (Pagoda viška književnosti) v sklopu templja Tjanning naj bi bila zgrajena leta 925, vendar je iz zapisov o rekonstrukciji templja razvidno, da je bila dovršena leta 952. Sedanja pagoda je bila zgrajena med dinastijo Ming in je svoje trenutno ime dobila med dinastijo Čing zaradi bližjega konfucijanskega templja. Petnadstropni osmerokotni stolp iz temno rdeče opeke je visok 38,65 m in je na vrhu širši kot pri tleh. Na vrhu je 10-metrski zvonik v slogu lamaistične stupe. Pagoda stoji na dva metra visokem kamnitem podstavku in je okrašena z večkapnimi strehami in rezbarijami Bud in bodisatev. Edinstvena pagoda je simbol Anjanga. 

### Ruševine in muzej Jinšu
Približno 2 km severozahodno od Anjanga so ruševine prestolnice dinastije Šang, znane kot Jin. To ogromno arheološko najdišče je bilo odkrito leta 1899. V naslednjih desetletjih je bilo izkopano in v 80. letih 20. stoletja odprto za javnost kot Vrt muzeja Jinšu. Sedanji Muzej Jinšu je bil odprt 16. marca 2005 in vključuje znamenito Fu Haovo grobnico. 
Mesto je bilo leta 2006 vpisano na Unescov seznam svetovne dediščine.